# لوشنيه

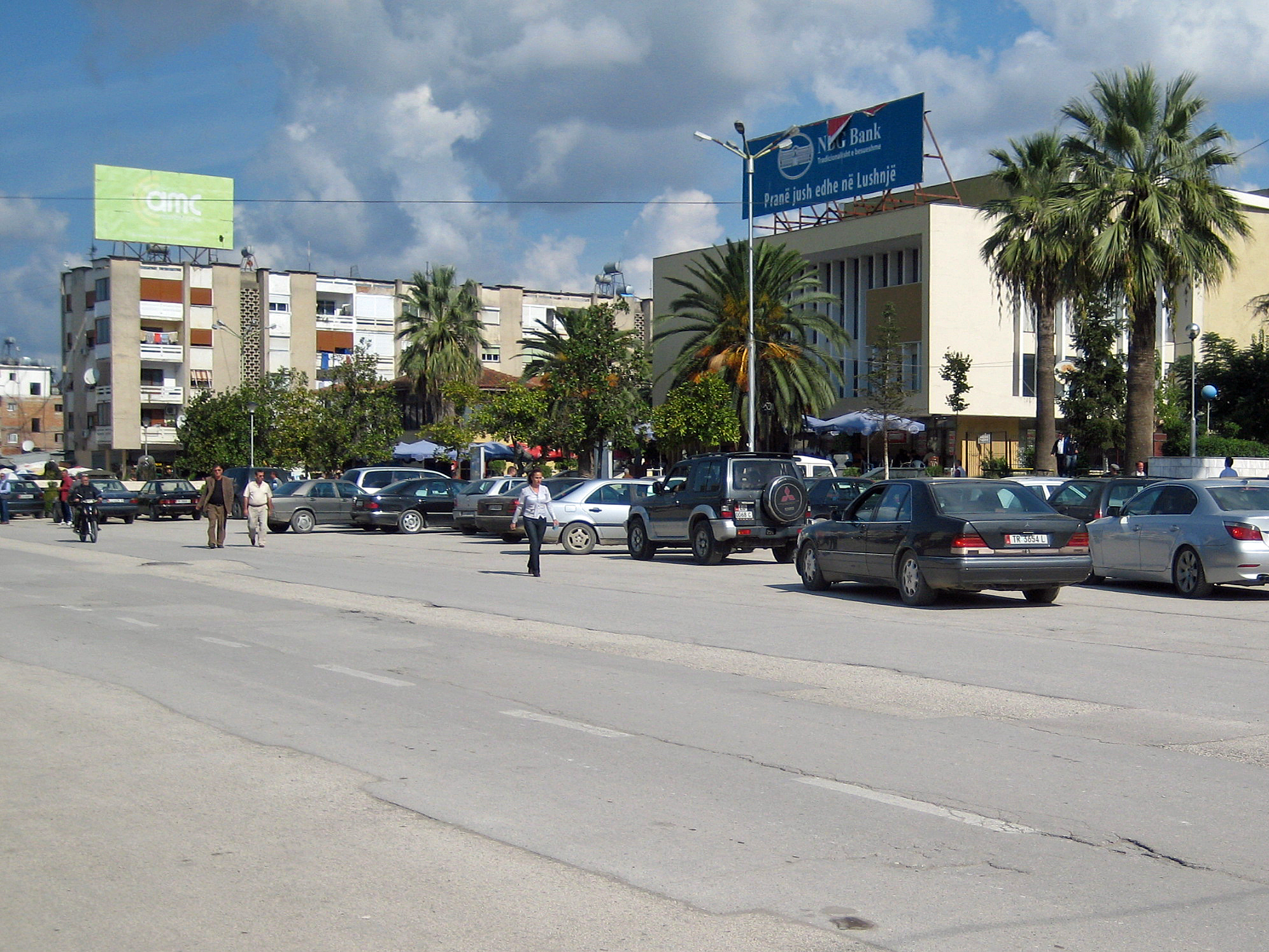

لوشنيه (بالألبانية:Lushnjë) هي مدينة تقع في الوسط الغربي من ألبانيا. وهي المركز الرئيسي لمقاطعة لوشنيه ويبلغ عدد سكانها 54,813 نسمة.

## توأمة
للوشنيه اتفاقيات توأمة مع:
- برينديزي

## أعلام
- راي ماناج
- برونيلد بيبا
- فاتشيه زيا
- ايليني ديمووتسوس